# 岐阜東自動車学校
岐阜東自動車学校（ぎふひがしじどうしゃがっこう）とは、岐阜県羽島郡岐南町にある、岐阜県公安委員会が公認する技能試験免除自動車教習所（指定自動車教習所）である。株式会社岐阜東自動車学校が運営する。

## 概要
- 1964年に岐阜ダイハツ販売の一部門として発足し、1966年に株式会社岐阜東自動車学校として独立。所在地の近くには岐阜ダイハツ販売本社、岐阜ダイハツ販売岐南店がある。
- 教習車は、普通車がトヨタコンフォート。二輪車がホンダCB400・シルバーウィング400・NC750である。
- 講習として、高齢者講習、企業向運転講習、ペーパードライバー講習を行っている。

## 所在地
- 岐阜県羽島郡岐南町三宅8丁目31
  - 所在地は岐南町だが、東側は岐阜市に接している。
  - 国道21号の側道、三宅交差点（三宅ICと長森南ICの間）の南、約50m。

周辺施設
- 岐南町立東小学校
- 岐阜木工団地
- 岐阜市立長森南小学校
- 岐阜女子高等学校
- 名鉄各務原線 手力駅
- JR東海高山本線 長森駅
- 手力雄神社

## 取得可能自動車運転免許
- 第一種運転免許
  - 普通自動車（MT・AT）
  - 普通自動二輪車（MT・AT）
  - 大型自動二輪車（MT）

## スクールバス
- 名鉄岐阜駅・田神・華陽・細畑・切通方面
- 北一色・長森本町・野一色・梅林・白山・金園・上加納方面
- 岐南町・川島・笠松・加納・JR岐阜駅方面
- 琴塚・日野・尾崎団地・各務原市内方面
- 茜部・六条・宇佐・市橋・県庁方面
- 中部学院大学各務原キャンパス・中部学院大学短期大学部各務原キャンパス　※直行便